# بين بورنس
بين بورنس (بالإنجليزية: Ben Burns)‏ هو صحفي أمريكي، ولد في 25 أغسطس 1913 في شيكاغو في الولايات المتحدة، وتوفي في 29 يناير 2000 في أتلانتيس في الولايات المتحدة.